# 21562 Chrismessick
21562 Chrismessick (1998 QZ94) là một tiểu hành tinh vành đai chính được phát hiện ngày 19 tháng 8 năm 1998 bởi Nhóm nghiên cứu tiểu hành tinh gần Trái Đất phòng thí nghiệm Lincoln ở Socorro.